# ستايسي غالينا
ستايسي غالينا (بالإنجليزية: Stacy Galina)‏ هي ممثلة أمريكية، ولدت في 24 سبتمبر 1966 ببالتيمور في الولايات المتحدة.

## وصلات خارجية
- ستايسي غالينا على موقع IMDb (الإنجليزية)
- ستايسي غالينا على موقع ألو سيني (الفرنسية)
- ستايسي غالينا على موقع أول موفي (الإنجليزية)
- ستايسي غالينا على موقع قاعدة بيانات الأفلام السويدية (السويدية)
- ستايسي غالينا على موقع قاعدة بيانات الفيلم (الإنجليزية)
- ستايسي غالينا على موقع كينوبويسك (الروسية)